# Yucateco
Yukatekisch (spanisch yucateco aus Nahuatl yucatecatl ‚Bewohner von Yucatán‘) ist zum einen das Adjektiv zur Halbinsel Yucatán in Mittelamerika, zum anderen bezeichnet es die Bewohner von Yucatán, insbesondere die (spanischsprachigen) Criollos und Mestizen.
Im Speziellen wird das Adjektiv für den linguistischen Begriff „yukatekisches Maya“ (Mayathan), die Bezeichnung einer Volksgruppe der Maya und ihrer Sprache verwendet (zur Unterscheidung von anderen Maya-Varianten). Als Selbstbezeichnung lehnen die Maya die Bezeichnung jedoch ab.